# Kuge (ort i Bosnien och Hercegovina)
Kuge är en ort i Bosnien och Hercegovina.   Den ligger i entiteten Federationen Bosnien och Hercegovina, i den centrala delen av landet, 90 km norr om huvudstaden Sarajevo. Kuge ligger 377 meter över havet och antalet invånare är 450.
Terrängen runt Kuge är kuperad norrut, men söderut är den platt.Runt Kuge är det ganska tätbefolkat, med 93 invånare per kvadratkilometer.. Närmaste större samhälle är Tuzla, 17,6 km sydost om Kuge. 
Omgivningarna runt Kuge är en mosaik av jordbruksmark och naturlig växtlighet.